# 38684 Velehrad
38684 Velehrad este o planetă minoră (asteroid), cu un diametru de 13,356 km, din centura de asteroizi. A fost descoperită pe 25 august 2000 la Ondřejovská hvězdárna⁠(d) de Petr Pravec⁠(d) și a fost numită după Velehrad⁠(d). 
Obiectul prezintă o orbită caracterizată de o semiaxă mare de 3,9621297 UAi, o excentricitate de 0,2, o înclinație de 1,56627 ° în raport cu ecliptica.